# آرون ماكجرودر
آرون ماكجرودر (مواليد 29 مايو 1974) هو كاتب ورسام كارتون أمريكي عرف لتأليفه البندوكوز.

## وصلات خارجية
- آرون ماكجرودر على موقع IMDb (الإنجليزية)
- آرون ماكجرودر على موقع إن إن دي بي (الإنجليزية)
- آرون ماكجرودر على موقع قاعدة بيانات الفيلم (الإنجليزية)